# Pterolophia fuscoscutellata
Pterolophia fuscoscutellata è una specie di coleottero della famiglia Cerambycidae. È stato descritto da Stephan von Breuning nel 1938. 